# 24120 Jeremyblum
24120 Jeremyblum este un asteroid din centura principală de asteroizi.

## Descriere
24120 Jeremyblum este un asteroid din centura principală de asteroizi. A fost descoperit pe 3 noiembrie 1999 la Socorro, New Mexico, în cadrul proiectului LINEAR. Asteroidul prezintă o orbită caracterizată de o semiaxă mare de 2,98 ua, o excentricitate de 0,11 și o înclinație de 0,6° în raport cu ecliptica.